# Vysílač Hladnov
Vysílač Hladnov se nachází v městském obvodu Slezská Ostrava v nadmořské výšce 266 m n. m. Televizním a rozhlasovým signálem pokrývá především město Ostrava a jeho blízké okolí. Vysílač se skládá ze dvou vodojemů, přičemž jeden slouží pro televizní a druhý pro rozhlasové vysílání.

## Vysílané stanice

### Televize
Z Hladnova jsou šířeny následující televizní multiplexy:
|        | Multiplex    | Kanál | Kmitočet | Výkon (ERP) | Polarizace   |
| ------ | ------------ | ----- | -------- | ----------- | ------------ |
| DVB-T2 | Multiplex 21 | 26    | 514 MHz  | 3 kW        | horizontální |
| DVB-T2 | Multiplex 22 | 28    | 530 MHz  | 3 kW        | horizontální |
| DVB-T2 | Multiplex 23 | 31    | 554 MHz  | 3 kW        | horizontální |

### Rozhlas
Přehled rozhlasových stanic vysílaných z Hladnova:
|    | Stanice  | Kmitočet | Výkon (ERP) | Polarizace |
| -- | -------- | -------- | ----------- | ---------- |
| FM | Evropa 2 | 97,7 MHz | 0,5 kW      | kruhová    |

## Ukončené vysílání

### Digitální vysílání DVB-T
Vypínání probíhalo od 27. srpna 2020 do 13. října 2020.
| Vypnuto    | Multiplex   | Kanál | Kmitočet | Výkon (ERP) | Polarizace   |
| ---------- | ----------- | ----- | -------- | ----------- | ------------ |
| srpen 2020 | Multiplex 1 | 54    | 738 MHz  | 10 kW       | horizontální |
| říjen 2020 | Multiplex 2 | 37    | 602 MHz  | 10 kW       | horizontální |
| říjen 2020 | Multiplex 3 | 48    | 690 MHz  | 10 kW       | horizontální |